# Sporophile ardoisé
Sporophila schistacea
Espèce
Statut de conservation UICN

 LC  : Préoccupation mineure
Le Sporophile ardoisé (Sporophila schistacea) est une espèce de passereaux appartenant à la famille des Thraupidae.

## Répartition
On le trouve au Belize, en Bolivie, au Brésil, en Colombie, au Costa Rica, en Équateur, en Guyane française, au Guyana, au Honduras, au Mexique, au Panama, au Pérou, au Suriname, à Trinité-et-Tobago et au Venezuela.

## Habitat
Il habite les forêts humides tropicales et subtropicales de basses altitudes et les forêts primaires fortement dégradées.